# Kawasaki Shōko
Kawasaki Shōko (japanisch 川﨑 小虎; geboren 8. Mai 1886 in Gifu; gestorben 29. Januar 1977 in Tokio) war ein japanischer Maler der Nihonga-Richtung.

## Leben und Werk

### Die ersten Jahre
Kawasaki Shōko wurde als ältester Sohn von Nakano Kinnosuke (中野 金之助) geboren. Wegen seiner malerischen Begabung wurde er von seinem Großvater, dem Maler Kawasaki Chitora (川崎 千虎; 1837–1902), der in Tokio lebte, adoptiert. Bei ihm hatte er, ganz jung, den ersten Malunterricht im Stil des Yamato-e. Der Großvater schickte ihn dann nach Arita, wo er in einer Töpfer- und Kunstgewerbeschule Mal- und Designunterricht erhielt.
1897 kehrte Kawasaki nach Tokio zurück, wo er die Grundschule besuchte. In der Nähe wohnte u. a. der Maler Kobori Tomoto, den er manchmal besuchte und von dem er Anleitung erhielt. 1899 kehrte er nach Gifu zurück und besuchte ab dem folgenden Jahr die Mittelschule, interessierte sich für Käfer und Pflanzen. 1902 starb sein Großvater im Alter von 68 Jahren, er wurde dann Schüler von Kobori und begann schließlich ein Studium an der „Tōkyō bijutsu gakkō“ (東京美術学校), einer der Vorläufereinrichtungen der heutigen Universität der Künste Tokio. Er befasste sich mit Shimomura Kanzan, Kawabata Gyokushō, Terasaki Kōgyō, Yūki Somei, Matsuoka Eikyū, den Nihonga-Malern, und unter Fujishima Takeji und mit Wada Eisaku, dem Yōga-Maler und mit Takamori Saigan, dem Nanga-Maler. 1910 schloss er sein Studium ab.
Anschließend war Kawasaki etwa drei Jahre Kunstlehrer an Mittelschulen. 1912 gründete er mit Hiroshima Kōho, Kawaji Ryūkō u. a. eine Studiengruppe „Gyokusjuha“ (行樹社) zur Weiterentwicklung von Nihonga, die drei Ausstellungen in der Galerie „Akasaka Sankaidō“ (赤坂三会堂) veranstaltete. Ab der Taishō-Zeit stellte er auf der staatlichen Ausstellungsreihe „Bunten“ und der Nachfolgerin „Teiten“ aus, u. a. auf der ersteren das Bild „Hana-awase“ (花合せ) – „Blumen arrangieren“, und auf letzteren die Bilder „Densetsu Chūjōhime“ (伝説中将姫) „Die Geschichte der Chūjōhime“ und „Moeizuru haru“ (萌え出づる春) – „Sprießender Frühling“. In dieser Zeit gründete er mit 31 Jahren eine Familie.

### Die frühe Shōwa-Zeit
1925 wurde Kawasaki Mitglied des „Teiten“-Komitees, 1927 wurde er Juror. Diese Funktion übte er auch auf der Nachfolgerin „Shin-Bunten“ und nach dem Zweiten Weltkrieg auf der nun „Nitten“ genannten Ausstellungsreihe aus. Daneben stellte er auf der „Nihongakai kakushin“ (日本画会革新) aus. 1929 wurde er Professor an der „Teikoku bijutsu gakkō“ (帝國美術学校), der Vorläufereinrichtung der heutigen Kunsthochschule Musashino. 1930 besuchte er das damals zu Japan gehörende Korea und wirkte dort als Juror der 9. „Ausstellung Koreanischer Kunst“ (朝鮮美術展, Chōsen bijutsuten), reiste durchs Land und fertigte Skizzen an. Danach besuchte er auch Taiwan und die Mandschurei und skizzierte dort. 1931 war Kawasaki auf der Ausstellung japanische Malerei 1931 in Berlin zu sehen.
Als 1931 Kawasakis Lehrer Kobori starb, stellten seine Schüler verstärkt auf nichtstaatlichen Ausstellungsreihen aus. 1939 gründeten Koboris Schüler die Künstlergruppe „Shugenkai“ (朱弦会) und stellte auch dort aus. 1940 reiste er als beauftragter Kriegsmaler nach Nordchina und in die Mandschurei. Er heiratete er die älteste Tochter des Malers Higashiyama Kaii. 1942 wirkte er wieder als Juror der 21. „Ausstellung Koreanischer Kunst“, 1943 wurde er Professor an seiner Alma Mater. In demselben Jahr gründete er mit Katō Eizō (加藤栄三), Yamamoto Kyūjin, Yamada Shingo (山田申吾), (小堀安雄), Higashiyama die „Kokudokai“ (國土会), zu der später Hashimoto Meiji, Kobori Yasuo (小堀安雄)、橋本明治 und andere dazu stießen. Sie stellten siebenmal im Kaufhaus Takashimaya aus. 1944 trat Kawasaki in den Ruhestand, zog sich in die Präfektur Yamanashi zurück und skizzierte dort.

### Nach dem Krieg
Nach dem Zweiten Weltkrieg stellte Kawasaki vor allem auf der „Inten“-Ausstellungsreihe aus. 1961 hatte er im Takashimaya seine erste Einzelausstellung. Im selben Jahr erhielt er den Preis der Japanischen Akademie der Künste für seine Verdienste für das Genre Nihonga. 1963 wurde er 77, was mit einer „Kiju“-Gedächtnisausstellung im Kaufhaus Matsuya gefeiert wurde. 1967 ging er als Meiyo Kyōju in den universitären Ruhestand. Im folgenden Jahr erlitt er eine Gehirnblutung und musste ins Krankenhaus. Nach einem halben Jahr wurde er entlassen, begann aber nun meistens mit der linken Hand zu malen.